# صدر (تصوف)
الصَّدْرُ عند الصوفية هو لطيفة ربانية لها بالصدر الجسماني تعلق، ويضم القلب مع النفس واللطائف الستة.

## الصدر في القرآن
ذكر القرآن كلمة الصدر ضمن العديد من الآيات في قول الله :
- سورة الأنعام: ﴿فَمَنْ يُرِدِ اللَّهُ أَنْ يَهدِيَهُ يَشْرَحْ صَدْرَهُ لِلْإِسْلَامِ وَمَنْ يُرِدْ أَنْ يُضِلَّهُ يَجْعَلْ صَدْرَهُ ضَيِّقًا حَرَجًا كَأَنَّمَا يَصَّعَّدُ فِي السَّمَاءِ كَذَلِكَ يَجْعَلُ اللَّهُ الرِّجْسَ عَلَى الَّذِينَ لَا يُؤْمِنُونَ ۝١٢٥﴾ [الأنعام:125].(1)
- سورة الأعراف: ﴿كِتَابٌ أُنْزِلَ إِلَيْكَ فَلَا يَكُنْ فِي صَدْرِكَ حَرَجٌ مِنْهُ لِتُنْذِرَ بِهِ وَذِكْرَى لِلْمُؤْمِنِينَ ۝٢﴾ [الأعراف:2].(2)
- سورة يونس: ﴿يَا أَيُّهَا النَّاسُ قَدْ جَاءَتْكُمْ مَوْعِظَةٌ مِنْ رَبِّكُمْ وَشِفَاءٌ لِمَا فِي الصُّدُورِ وَهُدًى وَرَحْمَةٌ لِلْمُؤْمِنِينَ ۝٥٧﴾ [يونس:57].(3)
- سورة هود: ﴿فَلَعَلَّكَ تَارِكٌ بَعْضَ مَا يُوحَى إِلَيْكَ وَضَائِقٌ بِهِ صَدْرُكَ أَنْ يَقُولُوا لَوْلَا أُنْزِلَ عَلَيْهِ كَنْزٌ أَوْ جَاءَ مَعَهُ مَلَكٌ إِنَّمَا أَنْتَ نَذِيرٌ وَاللَّهُ عَلَى كُلِّ شَيْءٍ وَكِيلٌ ۝١٢﴾ [هود:12].(4)
- سورة الحجر: ﴿وَلَقَدْ نَعْلَمُ أَنَّكَ يَضِيقُ صَدْرُكَ بِمَا يَقُولُونَ ۝٩٧﴾ [الحجر:97].(5)
- سورة الزمر: ﴿أَفَمَنْ شَرَحَ اللَّهُ صَدْرَهُ لِلْإِسْلَامِ فَهُوَ عَلَى نُورٍ مِنْ رَبِّهِ فَوَيْلٌ لِلْقَاسِيَةِ قُلُوبُهُمْ مِنْ ذِكْرِ اللَّهِ أُولَئِكَ فِي ضَلَالٍ مُبِينٍ ۝٢٢﴾ [الزمر:22].(6)
- سورة فاطر: ﴿إِنَّ اللَّهَ عَالِمُ غَيْبِ السَّمَاوَاتِ وَالْأَرْضِ إِنَّهُ عَلِيمٌ بِذَاتِ الصُّدُورِ ۝٣٨﴾ [فاطر:38].(7)
- سورة الشرح: ﴿أَلَمْ نَشْرَحْ لَكَ صَدْرَكَ ۝١﴾ [الشرح:1].(8)

## تعريف الصدر

### الصدر لغة
أوردت القواميس العربية تعريفات لمصطلح الصدر نصها:
1. الفعل الماضي: صَدَرَ، الفعل المضارع: يَصْدُرُ، المصدر: صَدْرٌ.
2. صَدْرٌ: جمعه صُدُورٌ.
3. وَضَعَ يَدَهُ عَلَى صَدْرِهِ: مَا دُونَ العُنُقِ إِلَى البَطْنِ.
4. جَلَسَ فِي صَدْرِ البَيْتِ: فِي وَسَطِهِ.
5. فِي صَدْرِ الإِسْلاَمِ: فِي أَوَائِلِهِ، في بِدَايَتِهِ.
6. صَدْرُ البَيْتِ الشِّعْرِيِّ: نِصْفُهُ الأَوَّلُ عَكْسُ العَجُزِ.
7. مَعْرُوفٌ بِرَحَابَةِ الصَّدْرِ: بِسَعَةِ النَّفْسِ وَطُولِ الأَنَاةِ.
8. مُنْشَرِحُ الصَّدْرِ: مُنْشَرِحُ النَّفْسِ عَكْس مُنْقَبِضِ الصَّدْرِ.
9. اللَّهُ يَعْلَمُ مَا فِي ذَاتِ الصُّدُورِ: مَا فِي ذَاتِ الأَنْفُسِ، أَيْ مَا يَخْتَبِئُ فِيهَا مِنْ أَسْرَارٍ.
10. أَصَابَتْهُ ذَاتُ الصَّدْرِ: عِلَّةٌ تَحْدُثُ فِي الصَّدْرِ.
11. ضَيِّقُ الصَّدْرِ: لاَ يَتَحَمَّلُ شَيْئاً، سَرِيعُ الغَضَبِ.»

### الصدر عند الصوفية
جعل الإمام عبد القادر الجيلاني  الصدر المؤمن أساسا لطريق المريدين عند الصوفية:
| صدر (تصوف)            | إنَّ طريقتنا هذه مبنية على: سلامة الصدر، وسماحة النفس، وبشاشة الوجه، وبذل الندى، وكف الأذى، والصفح عن عثرات الإخوان | صدر (تصوف) |
| — عبد القادر الجيلاني | |            |

وأضاف إلى ذلك الإمام ابن عطاء الله السكندري  دعاء عرفانيا يجعل يقين الصدر المؤمن أساسا لتطهير المريدين من الريب والشك:
| صدر (تصوف)                                | إِلَهِي، أَخْرِجْنِي مِنْ ذُلِّ نَفْسِي، وَطَهِّرْنِي مِنْ شَكِّي وَشِرْكِي، قَبْلَ حُلُولِ رَمْسِي | صدر (تصوف) |
| — ابن عطاء الله السكندري ، الحكم العطائية |                                                             |            |

وشرح ذلك الشيخ عبد المجيد الشرنوبي  بأن الشك هو ضيق الصدر عند إحساس النفس بأمر مكروه يصيبها، فإذا ضاق الصدر أظلم القلب وكثر الحزن والهم عليه، والطهارة منه تكون بحصول ضده وهو العلم النافع واليقين، وبقدر ما يصيب القلب من نور اليقين يكون انشراح الصدر به وفرحه بالله .
| صدر (تصوف)                                | الْعِلْمُ النَّافِعُ هُوَ الَّذِى يَنْبَسِطُ فِى الصَّدْرِ شُعَاعُهُ، وَيَنْكَشِفُ بِهِ عَنِ الْقَلْبِ قِنَاعُهُ | صدر (تصوف) |
| — ابن عطاء الله السكندري ، الحكم العطائية |                                                                     |            |

## محتويات الصدر
جاءت الآيات القرآنية والأحاديث النبوية بجرد مستفيض لمحتويات الصدر من اللطائف الربانية، وهي: القلب والنفس والهداية والأعمال.

### القلب
وقد بينت الآية السادسة والأربعون من سورة الحج بأن لطيفة القلب موجودة حقا وصدقا داخل الصدر.
- سورة الحج: ﴿أَفَلَمْ يَسِيرُوا فِي الْأَرْضِ فَتَكُونَ لَهُمْ قُلُوبٌ يَعْقِلُونَ بِهَا أَوْ آذَانٌ يَسْمَعُونَ بِهَا فَإِنَّهَا لَا تَعْمَى الْأَبْصَارُ وَلَكِنْ تَعْمَى الْقُلُوبُ الَّتِي فِي الصُّدُورِ ۝٤٦﴾ [الحج:46].

### النفس
وَبَيَّنَ الحديث الذي رواه الصحابي عبد الله بن عباس  بأن لطيفة النفس موجودة حقا وصدقا داخل الصدر بين الجنبين.
روي عن عبد الله بن عباس  في سنن البيهقي: 
| صدر (تصوف) | أَعْدَى أَعْدَائِكَ نَفْسُكَ الَّتِي بَيْنَ جَنْبَيْكَ | صدر (تصوف) |

وقال أبو بكر الصديق  في وصيته لعمر بن الخطاب  حين استخلفه:
| صدر (تصوف)                            | إِنَّ أَوَّلَ مَا أُحَذِّرُكَ نَفْسُكَ الَّتِي بَيْنَ جَنْبَيْكَ | صدر (تصوف) |
| — أبو بكر الصديق ، جامع العلوم والحكم |                                     |            |

### الهداية
وبينت الآية الخامسة والثلاثون من سورة النور بأن الصدر هو محل استقرار الهداية الإلهية في ذات المسلم.
- سورة النور: ﴿اللَّهُ نُورُ السَّمَاوَاتِ وَالْأَرْضِ مَثَلُ نُورِهِ كَمِشْكَاةٍ فِيهَا مِصْبَاحٌ الْمِصْبَاحُ فِي زُجَاجَةٍ الزُّجَاجَةُ كَأَنَّهَا كَوْكَبٌ دُرِّيٌّ يُوقَدُ مِنْ شَجَرَةٍ مُبَارَكَةٍ زَيْتُونَةٍ لَا شَرْقِيَّةٍ وَلَا غَرْبِيَّةٍ يَكَادُ زَيْتُهَا يُضِيءُ وَلَوْ لَمْ تَمْسَسْهُ نَارٌ نُورٌ عَلَى نُورٍ يَهْدِي اللَّهُ لِنُورِهِ مَنْ يَشَاءُ وَيَضْرِبُ اللَّهُ الْأَمْثَالَ لِلنَّاسِ وَاللَّهُ بِكُلِّ شَيْءٍ عَلِيمٌ ۝٣٥﴾ [النور:35].

فنور الله  الذي يشرح به صدر المسلم للهداية، يتم استقباله داخل وعاء صدري كالمشكاة التي تجتمع فيها أشعة الإضاءة الإيمانية لتزداد توهجا.
وحينما يستقر النور في مشكاة الصدر، فإنه يتغلغل إلى مصباح القلب الذي يصير فيه الإيمان طبعا شفافا رقراقا كالزجاجة.
وهذه الزجاجة الإيمانية، داخل مصباح القلب، تستمد وقود إضاءتها من العلم الشرعي الصافي في القرآن الكريم والسنة النبوية.

### الأعمال
فكل الأقوال والأفعال التي يقترفها ويجترحها الإنسان أثناء حياته الدنيا تبقى مخزونة في صدره إلى أن يخرج من قبره يوم القيامة، كما أوردته الآية العاشرة من سورة العاديات:
- سورة العاديات: ﴿أَفَلَا يَعْلَمُ إِذَا بُعْثِرَ مَا فِي الْقُبُورِ ۝٩ وَحُصِّلَ مَا فِي الصُّدُورِ ۝١٠﴾ [العاديات:9–10].

فالجعبة والوعاء المتمثل في الصدر هو مخزن للأعمال كما أكدت على ذلك الآية الثالثة عشرة من سورة الإسراء:
- سورة الإسراء: ﴿وَكُلَّ إِنْسَانٍ أَلْزَمْنَاهُ طَائِرَهُ فِي عُنُقِهِ وَنُخْرِجُ لَهُ يَوْمَ الْقِيَامَةِ كِتَابًا يَلْقَاهُ مَنْشُورًا ۝١٣﴾ [الإسراء:13].

فآثار ما كان سرا في صدور الناس يبرز ويصبح علانية، ويظهر يوم القيامة ما كان يصنع المخلوقون، ليجازوا عليه أوفر الجزاء، دون أن يُظلموا مثقال ذرة.

## حالات الصدر
يعتري اللطيفة الربانية المسماة بالصدر العديد من الحالات، منها الشرح والسلامة والضيق والحرج.

### الصدر المشروح
تُعتبر حالة الشرح التي تعتري الصدر من علامات العافية الإيمانية والمنة الربانية والهداية المتنزلة على المسلم المطيع، وقد وردت في ثلاث آيات من القرآن هما:
- سورة الأنعام: ﴿فَمَنْ يُرِدِ اللَّهُ أَنْ يَهدِيَهُ يَشْرَحْ صَدْرَهُ لِلْإِسْلَامِ وَمَنْ يُرِدْ أَنْ يُضِلَّهُ يَجْعَلْ صَدْرَهُ ضَيِّقًا حَرَجًا كَأَنَّمَا يَصَّعَّدُ فِي السَّمَاءِ كَذَلِكَ يَجْعَلُ اللَّهُ الرِّجْسَ عَلَى الَّذِينَ لَا يُؤْمِنُونَ ۝١٢٥﴾ [الأنعام:125].
- سورة طه: ﴿قَالَ رَبِّ اشْرَحْ لِي صَدْرِي ۝٢٥﴾ [طه:25].
- سورة الشرح: ﴿أَلَمْ نَشْرَحْ لَكَ صَدْرَكَ ۝١﴾ [الشرح:1].

فانشراح صدر المسلم للحق والنور يجعله متبعا في ذلك للنبي ﷺ الذي كان صدره منشرحا أتم الشرح، وعليه فإن للمسلمين من أتباعه حظ ونصيب من ذلك في الخير على حسب اتباعهم له.
فأتبع الناس لرسول الله ﷺ أشرحهم صدرا، وكلما قويت متابعتهم له علما وعملا وحالا، قوي انشراح صدورهم للإسلام، فيصيرون أشرح الناس صدرا.
كما وردت آية واحدة في سورة النحل ارتبط فيها شرح الصدر مع الضلال والكفر:
- سورة النحل: ﴿مَنْ كَفَرَ بِاللَّهِ مِنْ بَعْدِ إِيمَانِهِ إِلَّا مَنْ أُكْرِهَ وَقَلْبُهُ مُطْمَئِنٌّ بِالْإِيمَانِ وَلَكِنْ مَنْ شَرَحَ بِالْكُفْرِ صَدْرًا فَعَلَيْهِمْ غَضَبٌ مِنَ اللَّهِ وَلَهُمْ عَذَابٌ عَظِيمٌ ۝١٠٦﴾ [النحل:106].

### الصدر السليم
تُعتبر حالة السلامة التي تعتري الصدر من علامات كمال الصحة الإيمانية والطمأنينة الربانية والاستقامة عند المسلم المطيع، وقد بين ذلك رسول الله ﷺ في الحديث النبوي الذي رواه عبد الله بن مسعود ، والذي نصه:
روي عن عبد الله بن مسعود  في سنن أبي داود: 
| صدر (تصوف) | لاَ يُبَلِّغُنِي أَحَدٌ مِنْ أَصْحَابِي عَنْ أَحَدٍ شَيْئًا، فَإِنِّي أُحِبُّ أَنْ أَخْرُجَ إِلَيْكُمْ وَأَنَا سَلِيمُ الصَّدْرِ، حديث صحيح | صدر (تصوف) |

فسلامة الصدور من النقائص والضغائن والحسد من أسباب دخول الجنة كما أورد ذلك الإمام أحمد  وغيره، عن أنس بن مالك  في الحديث النبوي الذي نصه:
روي عن أنس بن مالك  في مسند أحمد: 
| صدر (تصوف) | كنا جلوسًا مع الرسول ﷺ، فقال: يَطْلُعُ عَلَيْكُمْ الآنَ رَجُلٌ مِنْ أَهْلِ الْجَنَّةِ، فطلع رجل من الأنصار، تنطف لحيته من وضوئه، قد تعلّق نعليه في يديه الشمال، فلما كان الغد قال النبي ﷺ مثل ذلك، فطلع ذلك الرجل مثل المرة الأولى، فلما كان اليوم الثالث قال النبي ﷺ مثل مقالته أيضًا، فطلع ذلك الرجل على مثل حاله الأولى، فلما قام النبي ﷺ تبعه -أي: تبع الرجل الممدوح- عبد الله بن عمرو بن العاص فقال للرجل: إِنِّي لاَحَيْتُ أَبِي، فَأَقْسَمْتُ أَلاَّ أَدْخُلَ عَلَيْهِ ثَلاَثًا، فَإِنْ رَأَيْتَ أَنْ تُؤْوِيَنِي إِلَيْكَ حَتَّى تَمْضِيَ -أي هذه الأيام الثلاث- فَعَلْتَ؟ قال: نَعَمْ، قال أنس: وكان عبد الله يحدث أنه بات معه تلك الليال الثلاث، فلم يره يقوم من الليل شيئًا، غير أنه إذا تعارّ وتقلب على فراشه ذكر الله ، وكبّر حتى يقوم لصلاة الفجر، قال عبد الله: غَيْرَ أَنِّي لَمْ أَسْمَعْهُ يَقُولُ إِلاَّ خَيْرًا، فلما مرت الثلاث ليال، وكدت أن أحتقر عمله، قلت: يَا عَبْدَ اللَّهِ، إِنِّي لَمْ يَكُنْ بَيْنِي وَبَيْنَ أَبِي غَضَبٌ، وَلاَ هَجْرٌ، وَلَكِنِّي سَمِعْتُ رَسُولَ اللَّهِ ﷺ يَقُولُ لَكَ: ثَلاَثَ مَرَّاتٍ، يَطْلُعُ عَلَيْكُمْ الآنَ رَجُلٌ مِنْ أَهْلِ الْجَنَّةِ، فَطَلَعْتَ أَنْتَ الثَّلاَثَ مَرَّاتٍ، فَأَرَدْتُ أَنْ أَهْوِيَ إِلَيْكَ؛ لِأَنْظُرَ مَا عَمَلُكَ فَأَقْتَدِيَ بِهِ، فَلَمْ أَرَكَ تَعْمَلُ كَثِيرَ عَمَلٍ، فَمَا الَّذِي بَلَغَ بِكَ مَا قَالَ رَسُولُ اللَّهِ ﷺ؟ فقال الرجل: مَا هُوَ إِلاَّ مَا رَأَيْتَ، قال: فَلَمَّا وَلَّيْتُ دَعَانِي، فقال: مَا هُوَ إِلاَّ مَا رَأَيْتَ، غَيْرَ أَنِّي لاَ أَجِدُ فِي نَفْسِي لِأَحَدٍ مِنَ الْمُسْلِمِينَ غِشًّا، وَلاَ أَحْسُدُ أَحَدًا عَلَى خَيْرٍ أَعْطَاهُ اللَّهُ إِيَّاهُ، فقال عبد الله بن عمرو: هَذِهِ الَّتِي بَلَغَتْ بِكَ، وَهِيَ الَّتِي لاَ نُطِيقُ، حديث صحيح | صدر (تصوف) |

فليس سهلا أن يكون الإنسان دائمًا سليم الصدر، ليس في قلبه غش، ولا حقد، ولا حسد على أحد من إخوانه، إنه أمر بالغ الصعوبة، ولكن يحصل بالمجاهدة، من وفقه الله له حصل له.
وأُثِر عن أبي الدرداء  أنَّه كان يدعو لسبعين من أصحابه، يسمِّيهم بأسمائهم، وهذا العمل علامة على سَلَامة الصَّدر.
وقد كان أبو موسى الأشعري  صوَّامًا قوَّامًا، ربَّانيًّا، زاهدًا، عابدًا، ممَّن جمع العلم والعمل والجهاد وسَلَامة الصَّدر، لم تغيره الإمارة، ولا اغترَّ بالدُّنيا.

### الصدر الضيق
تُعتبر حالة الضيق التي يكابدها الصدر من علامات الضعف الإيماني والعقاب الرباني والضلال المتلبس بالمسلم العاصي، وقد وردت في أربع آيات من القرآن هي:
- سورة الأنعام: ﴿فَمَنْ يُرِدِ اللَّهُ أَنْ يَهدِيَهُ يَشْرَحْ صَدْرَهُ لِلْإِسْلَامِ وَمَنْ يُرِدْ أَنْ يُضِلَّهُ يَجْعَلْ صَدْرَهُ ضَيِّقًا حَرَجًا كَأَنَّمَا يَصَّعَّدُ فِي السَّمَاءِ كَذَلِكَ يَجْعَلُ اللَّهُ الرِّجْسَ عَلَى الَّذِينَ لَا يُؤْمِنُونَ ۝١٢٥﴾ [الأنعام:125].
- سورة هود: ﴿فَلَعَلَّكَ تَارِكٌ بَعْضَ مَا يُوحَى إِلَيْكَ وَضَائِقٌ بِهِ صَدْرُكَ أَنْ يَقُولُوا لَوْلَا أُنْزِلَ عَلَيْهِ كَنْزٌ أَوْ جَاءَ مَعَهُ مَلَكٌ إِنَّمَا أَنْتَ نَذِيرٌ وَاللَّهُ عَلَى كُلِّ شَيْءٍ وَكِيلٌ ۝١٢﴾ [هود:12].
- سورة الحجر: ﴿وَلَقَدْ نَعْلَمُ أَنَّكَ يَضِيقُ صَدْرُكَ بِمَا يَقُولُونَ ۝٩٧﴾ [الحجر:97].
- سورة الشعراء: ﴿وَيَضِيقُ صَدْرِي وَلَا يَنْطَلِقُ لِسَانِي فَأَرْسِلْ إِلَى هَارُونَ ۝١٣﴾ [الشعراء:13].

ومن أهم أسباب ضيق الصدر نجد الخوف والرهبة والتوجس والشك وقلة العلم والفقه.
- سورة الحشر: ﴿لَأَنْتُمْ أَشَدُّ رَهْبَةً فِي صُدُورِهِمْ مِنَ اللَّهِ ذَلِكَ بِأَنَّهُمْ قَوْمٌ لَا يَفْقَهُونَ ۝١٣﴾ [الحشر:13].

### الصدر الحرج
تُعتبر حالة الحرج التي يقاسيها الصدر من علامات شدة الضعف الإيماني المتعلق بالمسلم العاصي، وقد وردت في آيتين اثنتين من القرآن هما:
- سورة الأنعام: ﴿فَمَنْ يُرِدِ اللَّهُ أَنْ يَهدِيَهُ يَشْرَحْ صَدْرَهُ لِلْإِسْلَامِ وَمَنْ يُرِدْ أَنْ يُضِلَّهُ يَجْعَلْ صَدْرَهُ ضَيِّقًا حَرَجًا كَأَنَّمَا يَصَّعَّدُ فِي السَّمَاءِ كَذَلِكَ يَجْعَلُ اللَّهُ الرِّجْسَ عَلَى الَّذِينَ لَا يُؤْمِنُونَ ۝١٢٥﴾ [الأنعام:125].
- سورة الأعراف: ﴿كِتَابٌ أُنْزِلَ إِلَيْكَ فَلَا يَكُنْ فِي صَدْرِكَ حَرَجٌ مِنْهُ لِتُنْذِرَ بِهِ وَذِكْرَى لِلْمُؤْمِنِينَ ۝٢﴾ [الأعراف:2].

فالحرج بالتالي هو أشد ضيق الصدر الذي لا تصل إليه الموعظة، ولا يدخله نور الإيمان، لقساوة وكثافة ران الشرك عليه.

## وسوسة الصدر
يُعتبر الصدر محل وسوسة تستهدف صفاءه ونوره وعافيته، ومصدر هذه الوسوسة هما: الشيطان والنفس.
وهذه الوسوسة ما هي إلا حديث وصوت خفي مفاجئ أو مسترسل يخطر بالبال ليحاول إحداث غفلة أو اضطراب وانحراف في صدر المسلم ليصده عن سبيل الله .
وقد استعاذ النبي ﷺ من شر وسوسة النفس والشيطان في الدعاء الثابت في أذكار الصباح والمساء والنوم، الذي نصه:
روي عن أبي بكر الصديق  في سنن الترمذي: 
| صدر (تصوف) | اللَّهُمَّ فَاطِرَ السَّمَوَاتِ وَالأَرْضِ عَالِمَ الْغَيْبِ وَالشَّهَادَةِ، رَبَّ كُلِّ شَيْءٍ وَمَلِيكَهُ. أَشْهَدُ أَنْ لاَ إِلَهَ إِلاَّ أَنْتَ، أَعُوذُ بِكَ مِنْ شَرِّ نَفْسِي وَشَرِّ الشَّيْطَانِ وَشِرْكِهِ، حديث صحيح | صدر (تصوف) |

### وسوسة الشيطان
الشيطان يوسوس في صدر الإنسان في مجال العقيدة والخواطر السيئة والكفرية أساسا، وكذلك يوسوس في مجال الشهوات والغضب.
- سورة الناس: ﴿مِنْ شَرِّ الْوَسْوَاسِ الْخَنَّاسِ ۝٤ الَّذِي يُوَسْوِسُ فِي صُدُورِ النَّاسِ ۝٥ مِنَ الْجِنَّةِ وَالنَّاسِ ۝٦﴾ [الناس:4–6].

وهذه الوسوسة الشيطانية في الصدر هي قدرة على بث الأفكار والتزيينات والتخويفات والأماني في ذات الإنسان، كما يبث شخصٌ فكرةً ما في عقل شخص آخر ويمنّيه بها، وهي إيصال الفكرة أو التضليل بطريقة خفيّة وكأنّها همس في الأذن.
فالشيطان الوسواس لديه القدرة على إثارة وإغارة الصدور عبر بث الأفكار العقلية السيئة أو الميول النفسية المنحرفة.
وقد أورد الإمام محمد الشوكاني  في تفسير فتح القدير مقولة للتابعي قتادة بن دعامة  يصف فيها خرطوم الشيطان الذي يوسوس به في صدور الناس.
| صدر (تصوف)                   | قال قتادة بن دعامة : إِنَّ الشَّيْطَانَ لَهُ خُرْطُومٌ كَخُرْطُومِ الْكَلْبِ فِي صَدْرِ الْإِنْسَانِ، فَإِذَا غَفَلَ ابْنُ آدَمَ عَنْ ذِكْرِ اللَّهِ وَسْوَسَ لَهُ، وَإِذَا ذَكَرَ الْعَبْدُ رَبَّهُ خَنَسَ | صدر (تصوف) |
| — محمد الشوكاني ، فتح القدير | |            |

### وسوسة النفس
النفس الأمارة بالسوء توسوس في صدر الإنسان بالأمور الخاصة بالشهوات والغضب أساسا، كما توسوس فيه كذلك بدرجة أقل بالأمور الخاصة بالعقيدة والخواطر السيئة والكفرية.
- سورة ق: ﴿وَلَقَدْ خَلَقْنَا الْإِنْسَانَ وَنَعْلَمُ مَا تُوَسْوِسُ بِهِ نَفْسُهُ وَنَحْنُ أَقْرَبُ إِلَيْهِ مِنْ حَبْلِ الْوَرِيدِ ۝١٦﴾.

وقد قال الإمام ابن تيمية  في موضوع حديث النفس ووسوستها ما نصه في مجموع الفتاوى:
| صدر (تصوف)                  | الْفَرْقُ بَيْنَ الإِلْهَامِ الْمَحْمُودِ وَبَيْنَ الْوَسْوَسَةِ الْمَذْمُومَةِ هُوَ الْكِتَابُ وَالسُّنَّةُ، فَإِنْ كَانَ مِمَّا أُلْقِيَ فِي النَّفْسِ مِمَّا دَلَّ الْكِتَابُ وَالسُّنَّةُ عَلَى أَنَّهُ تَقْوَى لِلَّهِ فَهُوَ مِنَ الإِلْهَامِ الْمَحْمُودِ، وَإِنْ كَانَ مِمَّا دَلَّ عَلَى أَنَّهُ فُجُورٌ فَهُوَ مِنَ الْوَسْوَاسِ الْمَذْمُومِ، وَهَذَا الْفَرْقُ مُطَّرِدٌ لاَ يَنْتَقِضُ | صدر (تصوف) |
| — ابن تيمية ، مجموع الفتاوى | |            |

وقال التابعي أبو حازم الأشجعي  فِي الْفَرْقِ بَيْنَ وَسْوَسَةِ النَّفْسِ وَالشَّيْطَانِ ما نصه:
| صدر (تصوف)                         | مَا كَرِهَتْهُ نَفْسُكَ لِنَفْسِكَ فَهُوَ مِنَ الشَّيْطَانِ فَاسْتَعِذْ بِاللَّهِ مِنْهُ، وَمَا أَحَبَّتْهُ نَفْسُكَ لِنَفْسِكَ فَهُوَ مِنْ نَفْسِكَ فَانْهَهَا عَنْهُ | صدر (تصوف) |
| — أبو حازم الأشجعي ، محاسن التأويل |                                                                                                  |            |

## أزيز الصدر
أزيز الصدر هو الصوت الذي كان يُسْمَعُ من صدر الرسول ﷺ ومن صدور الصحابة  عند قيامهم الليل، أو عند قراءتهم لكتاب الله بخشوع وتدبر، فتدمع عيونهم، وتخشع قلوبهم، وتختلط أصوات تلاوتهم مع بكائهم، فيكون لصدورهم أزيز كما وردت الآثار بذلك.
روي عن مطرف بن عبد الله بن الشخير عن أبيه  في سنن أبي داود: 
| صدر (تصوف) | رَأَيْتُ رَسُولَ اللَّهِ ﷺ يُصَلِّي وَفِي صَدْرِهِ أَزِيزٌ كَأَزِيزِ الرَّحَى مِنَ الْبُكَاءِ، حديث صحيح | صدر (تصوف) |

فالبُكَاءُ مِن خشية الله  سِمَةُ الأنبِياءِ والصَّالحينَ، وهذا الحديثُ بيانٌ لِما كان عليه النَّبِيُّ ﷺ مِن خَشيةِ الله، وفيه يَحكِي عبدُ الله بنُ الشِّخِّيرِ ، أنَّه رأى رسولَ الله ﷺ يُصلِّي وفي صَدْرِه أَزِيزٌ كَأزيِزِ الرحى.
وأَزيزُ الرَّحَى هو صوتُ الطاحونةِ في دَورانِها عند طَحنِ الحَبِّ، أي إنَّه ﷺ يبْكِي في صَلاته فيُسْمَعُ لصَدْرِه صَوْتٌ يَجِيشُ فيه مِن البُكَاءِ، كأنَّ قلبَه أُشْرِبَ خَوْفَ اللهِ تعالى، واستَولى عليه حتى كأنَّه عَاينَ الحِسابَ.
وفي رواية أخرى لنفس الحديث جاء ذكر أزيز المرجل، أي قِدر الطبخ، بدلا عن أزيز رحى طحن الحبوب.
روي عن مطرف بن عبد الله بن الشخير عن أبيه  في رياض الصالحين: 
| صدر (تصوف) | أتيتُ رسولَ اللَّه ﷺ وَهُوَ يصلِّي ولجوفِهِ أزيزٌ كأزيزِ المِرجَلِ منَ البُكاءِ، حديث صحيح | صدر (تصوف) |

كذلك، فإن الأزيز لغة هو صوت المِرْجَلِ، وهو القِدْر الذي يُطبَخ فيه، وهو من حديد أو حجر أو خزف، ويًسمى كذلك لأنه إذا نُصِبَ كأنه أُقِيمَ على الرِّجْلِ، ويصدر عنه صوت الأزيز عند غليانه بما فيه من الماء والمأكولات، وكذلك يكون الصدر حين يكون تفاعله مع القرآن والذكر والدعاء.
وقد أورد الإمام عبد الرحمن بن قدامة المقدسي  في كتابه مختصر منهاج القاصدين أثرا عن أزيز صدر إبراهيم ، رواه الصحابي أبو الدرداء الأنصاري ، ونصه:
| صدر (تصوف)                                           | قال أبو الدرداء الأنصاري : كَانَ يُسْمَعُ لِصَدْرِ إبراهيم إِذَا قَامَ إِلَى الصَّلاَةِ أَزِيزٌ مِنْ بُعْدٍ؛ خَوْفًا مِنَ اللهِ | صدر (تصوف) |
| — عبد الرحمن بن قدامة المقدسي ، مختصر منهاج القاصدين |                                                                                               |            |

## علاج أمراض الصدر
يمرض الصدر بسبب مرض محتوياته من قلب ونفس، ويحتاج إلى ما يحتاجان إليه من الأدوية الربانية كالذكر والدعاء وتلاوة القرآن والعبادات والأعمال الصالحة.
- سورة التوبة: ﴿قَاتِلُوهُمْ يُعَذِّبْهُمُ اللَّهُ بِأَيْدِيكُمْ وَيُخْزِهِمْ وَيَنْصُرْكُمْ عَلَيْهِمْ وَيَشْفِ صُدُورَ قَوْمٍ مُؤْمِنِينَ ۝١٤﴾ [التوبة:14].
- سورة يونس: ﴿يَا أَيُّهَا النَّاسُ قَدْ جَاءَتْكُمْ مَوْعِظَةٌ مِنْ رَبِّكُمْ وَشِفَاءٌ لِمَا فِي الصُّدُورِ وَهُدًى وَرَحْمَةٌ لِلْمُؤْمِنِينَ ۝٥٧﴾.

وقد بينت الآيتان من سورة التوبة وسورة يونس بأن سبيل علاج الأمراض الإيمانية في الصدور يكون بأدوية معنوية تارة كالموعظة والنصيحة والإرشاد، وعملية تارة أخرى كمراغمة الشياطين والمداومة على الإصلاح الاجتماعي والنشاط الخيري.
فمرض الصدر الضيق الحرج قد يصير به إلى خراب وهلاك وحتف لا نجاة من أخطارها إلا بحفظ وتلاوة وتعهد القرآن الكريم، كما ورد في الحديث النبوي الذي رواه الصحابي عبد الله بن عباس ، والذي نصه:
روي عن عبد الله بن عباس  في سنن الترمذي: 
| صدر (تصوف) | إنَّ الَّذِي لَيْسَ فِي جَوْفِهِ شَيْءٌ مِنَ القُرْآنِ كَالْبَيْتِ الخَرِبِ، حديث صحيح | صدر (تصوف) |

فالمسلم الذي ليس في صدره وجوفه وقلبه شيء من القرآن، مَثَلُهُ كمثل البيت الخالي الخَرِبِ، وذلك لأن حافظ القرآن في جوفه يجعل بذلك صدره عامراً مزيَّناً بحسب قلة ما فيه وكثرته من الآيات والسور، وإذا خلا صدره وجوفه من شيء من الحفظ فإن ذلك أماره وعلامة على الخراب المعنوي والعملي، وكأنه كالبيت الخالي عن الأمتعة التي بها زينته وبهجته، والقرآن هو الذي يعمر الصدر والجوف والقلب، فيجعل الذات مستنيرة بنور الكتاب العزيز.

## وصلات خارجية
- "تفسير سورة الأنعام، (آية: 125-127)": الشيخ محمد متولي الشعراوي في جانفي 2012م على يوتيوب.
- "تفسير: فمن يرد الله أن يهديه يشرح صدره للإسلام": الشيخ فتحي الحلواني في أفريل 2020م على يوتيوب.
- "فوائد بينات: فمن يرد الله أن يهديه يشرح صدره للإسلام": مركز تفسير للدراسات القرآنية في جوان 2017م على يوتيوب.
- "تفسير: فمن يرد الله أن يهديه يشرح صدره للإسلام": الشيخ زيد البحري في مارس 2018م على يوتيوب.
- "تفسير: فمن يرد الله أن يهديه يشرح صدره للإسلام": الشيخ مصطفى العدوي في مارس 2020م على يوتيوب.

## هوامش
- 1 سورة الأنعام، الآية: 125.
- 2 سورة الأعراف، الآية: 2.
- 3 سورة يونس، الآية: 57.
- 4 سورة هود، الآية: 12.
- 5 سورة الحجر، الآية: 97.
- 6 سورة الزمر، الآية: 22.
- 7 سورة فاطر، الآية: 38.
- 8 سورة الشرح، الآية: 1.